# 弗雷德里克·索迪
弗雷德里克·索迪（英語：Frederick Soddy，1877年9月2日—1956年9月22日），英国化学家。

## 生平
生于英国伊斯特本，化学家，1922年获1921年度的诺贝尔化学奖，在英国布赖顿去世。
由于认识到原子能的潜在巨大能量在现今经济思想和制度条件下可能被用于世界战争，于是自20世纪20年代开始，弗雷德里克·索迪转向研究经济学，以期改变人类经济系统，不致使将要被获得的原子能毁灭人类生态系统。《財富、虛擬財富及負債》是他的主要经济学著作。他猛烈批评了银行体系和货币制度，被称为“怪人”而遭到主流经济学家的嘲笑。著名的美国生态经济学家赫尔曼·E·戴利把弗雷德里克·索迪称为可持续发展经济学的先驱之一。